# Шульженко, Николай Николаевич
Николай Николаевич Шульженко (18 декабря 1918, Бахмутский уезд, Екатеринославская губерния — 24 августа 1984, Донецк) — советский военный деятель, полковник авиации. Ас, одержавший 12 личных побед в воздушных боях.

## Биография
Родился 18 декабря 1918 года в селе Александровка. Член КПСС.
С 1936 года — на хозяйственной, общественной и политической работе. В 1936—1959 гг. — лётчик-инструктор, участник Великой Отечественной войны, лётчик 434-го истребительного авиационного полка, командир эскадрильи 32-го Гвардейского истребительного авиационного полка, командир 176-го Гвардейского истребительного Проскуровского орденов Красного Знамени, Кутузова и Александра Невского авиационного полка (аэродром Тёплый Стан), командир 234-го истребительного авиационного полка (аэродром Кубинка).
По сведениям историка Быкова одержал 12 личных побед в воздушных боях.
Умер в Донецке в 1984 году.